# Biblioteka Naukowa Sztabu Generalnego Wojska Polskiego
Biblioteka Naukowa Sztabu Generalnego Wojska Polskiego (BN SG WP) – biblioteka w Warszawie, do 2010 roku miała status biblioteki naukowej, jedna z głównych książnic resortu obrony narodowej. Zapewniała obsługę informacyjną kadry i pracowników Sztabu Generalnego WP, a także innych centralnych instytucji wojskowych.